# Ivar de Limerick
No confundir con Ivar II de Dublín (también llamado Ímar ua Ímair).
Ivar de Limerick (m. 977) (también Ímar Luimnich; Ímar ua Ímair; Ímar Ua hÍmair; Ard Rí Gall Muman ocus Gáedel; Íomhar Mór), fue el último caudillo hiberno-nórdico y monarca vikingo del reino de Limerick, Irlanda y penúltimo rey de los extranjeros de Munster, reinando durante el apogeo de la dinastía irlandesa de los Dál gCais y el ocaso de los Eóganachta. Sus reiterados intentos de afirmar su autoridad en Limerick y la región circundante o incluso la misma provincia de Munster le comportó un papel primario como antagonista a principios del siglo XII en la obra Cogad Gáedel re Gallaib (guerra de los irlandeses contra los extranjeros) como enemigo declarado de Mathgamain mac Cennétig, pretendiente al título del reino de Munster, y su joven hermano y sucesor Brian Boru, hasta la derrota en la batalla de Sulcoit en 967, aunque el argumento no recibe apoyo de los historiadores. Luego reaparece al año o dos años y reintenta asentarse de alguna forma.
Las dos fuentes principales sobre su vida proceden del siglo XII, la misma Cogad Gáedel re Gallaib y los Anales de Inisfallen. Ambas parece que se usaron como fuentes primarias (hoy perdidas) para la Crónica de Irlanda. Desafortunadamente, aunque el autor de Cogad hace un uso extensivo de los anales, así como fuentes locales hoy perdidas y poesía contemporánea, su propósito era político con el objetivo de glorificar a Brian Boru y los Dál gCais en beneficio de su descendiente Muirchertach Ua Briain, por lo que aun siendo una parte analítica, está lleno de exageraciones, lenguaje recargado, y pasajes de dudosa credibilidad de diverso origen. Por otro lado, el mayor problema de los Anales de Inisfallen, es que es una redacción sustancialmente abreviada y editado distinto al original, menos fiable incluso que Cogad con todos sus defectos. Los Anales de Inisfallen también sufre una considerable laguna, o simplemente un espacio vacío que no contiene entradas, por la razón que sea, de dos años y medio de la trayectoria crítica de Ivar, desde mediados de 969 hasta principios de 972.
La tercera fuente importante del mismo periodo son los Anales de los cuatro maestros, pero fueron compilados mucho más tarde y ocasionalmente de fiabilidad dudosa, en algunos casos sufre de interpolación, entradas extraviadas, etc. También cubre muy poco material sobre Ivar y se basa principalmente en fuentes mayores. Algunas fuentes que mencionan brevemente a Ivar sobrevivien, pero en conjunto no contribuyen mucho o nada a lo ya conocido. Los Anales de Tigernach podrían haber sido de ayuda, pero ya no sobreviven más de dos siglos entre 766 y 974.

## Linaje
El nombre patronímo de Ivar no aparece en los anales irlandeses, y lo que ha sobrevivido es bastante incompleto, pero se acepta entre los historiadores en general que pertenece a la dinastía de los Uí Ímair o Casa de Ivar. En Cogad y textos relacionados se le denomina Ímar ua (h)Ímair o Ímar, nieto de Ímar, pero también se puede interpretar como «Ímar Ua hÍmair», y el apelativo genérico «Descendiente de Ímar» no es exclusivo de Ivar, sino también de otros descendientes del legendario caudillo. La relación familiar de Ivar de Limerick no es precisa, pues el último miembro que gobernó Limerick fue Sihtric Cáech (m. 927), rey de Dublín y del reino de Northumbria. El problema de Ivar como nieto de Ivar de Dublín es que hubiera sido increíblemente viejo cuando murió en 977. Un personaje anterior de Ímar, llamado Ímar ua Ímair (m. 904 en Escocia), podría haber sido el abuelo en cuyo caso no se precisaría de corrección en la forma ua Ímair de Cogad. De todas formas se precisan dos generaciones por lo menos entre el rey de Limerick y el fundador de la dinastía.

## Tirano de Muman
Un pasaje de Cogad Gáedel re Gallaib describe la llegada de Ivar y su reinado en Munster:
Llegaron después de esto una gran flota, más impresionante que cuanlquier otra flota, (no comparable a otra que antes llegara a Erinn,) con Imar, nieto de Imar, rey de los extranjeros, con tres hijos, Dubhcenn, y Cu-allaidh, y Aralt, hijos de Imar. Desembarcaron y se asentaron en Inis-Sibtond, Puerto de Luimnech. Mumhain fue saqueada y devastada en todos los rincones por ellos, tanto iglesias como cancillerías, tomaron juramento y rehenes entre todos los hombres de Mumhain, Gaill y Gaedhil; y ellos más tarde los sometieron bajo la opresión y servidumbre indescriptibles hacia los extranjeros y los daneses.
El autor describe el sistema de gobierno que Ivar impuso sobre Munster, pero lo hace de forma que refleja «la evaluación y el control en los territorios de la Uí Briain en el momento de la redacción del texto»:
Más aún, impuso reyes y caudillos, jefes de municipio y los agentes del rey, en cada territorio (tír), jefes (toísech), y en todos los distritos (túath), después de eso, y gravados con el impuesto real, y un abad en cada iglesia, y un reeve (máer) sobre cada pueblo, y un soldado en cada casa (tech).
Existe otro texto similar pero no procede de ninguna versión de Cogad sino de un tratado conservado por Duald Mac Firbis (siglo XVII) que pudo (o no) proceder de alguna versión perdida de Cogad:
Una flota, como nunca antes se había visto, vino con Iomhar el Grande [Íomhar Mór], nieto de Iomhar, rey caudillo de los extranjeros, y con sus tres hijos, a saber Duibhcenn, Cuallaidh y Aralt, y tomaron Inis Sibthonn, en el puerto de Limerick, y tomaron rehenes entre los extranjeros. Los extranjeros nombraron a un rey sobre todos los territorios, un jefe sobre cada tribu, un abad en cada iglesia, un oficial de justicia en cada pueblo, un soldado en cada casa, de modo que ningún irlandés tenía en su poder, desde la cría de la gallina a la vaca lechera en primer lugar, para que no se atreviesen a mostrar la devoción o la atención al padre o a la madre, a un obispo o un confesor, o para las personas que estaban enfermas y afligidas, o al bebé de una noche de edad; incluso si un irlandés tenía más de una vaca, se obligaban a entregar sus productos al soldado, si una noche no se podía obtener leche de ella, entonces una onza de oro o de plata, o de «findruine», como la renta real de cada año; y si el hombre que no tenía medios (de pago) se tenía a sí mismo para ir a la esclavitud, o se le cortaba la nariz.
Ivar o cualquier escandinavo en general había intentado la toma del poder real de una parte de Munster, posiblemente, el argumento encuentra apoyo en los Anales de Inisfallen:
El destierro de los soldados [nórdicos] de Munster, y las tres ordenanzas, es decir, el destierro de soldados [nórdicos], la expulsión de los extranjeros procedentes de Limerick, y la quema de la fortaleza, fueron promulgadas por el consejo de los nobles de Munster, es decir, Mathgamain y Faelán y el hijo de Bran, y otros.
El término usado para los soldados escandinavos es súaitrech ("mercenario") por lo que el pasaje ha sido tomado para referirse a la práctica de la contrata de un ejército permanente, como era común en los últimos tiempos. Lo peculiar del texto es la cooperación entre los reyes gaélicos. Los rivales jurados Mathgamain y Máel Muad (hijo de Brian) se encuentran trabajando juntos, la única ocasión conocida en su trayectoria. A ellos se les une un tal Faelán de identidad desconocida, que puede referirse a un rey de los Déisi Muman que murió en 966, que según Cogad alega que Ivar mató, o un abad de Emly mencionado más tarde como fallecido en 980. Emly fue atacada por Ivar o sus descendientes en 968 no mucho después de la derrota escandinava en la batalla de Sulcoit (967), posiblemente como represalia por el saqueo de Dál gCais a Limerick.
El relato anterior, sin embargo, data cinco años después de la batalla de Sulcoit en los Anales de Inisfallen, y de hecho es la primera entrada tras la laguna a mediados de 969, por lo que se desconoce qué acontecimientos precedieron en los últimos dos años y medio años, suponiendo que esté correctamente fechado. Ivar se menciona por primera vez por su nombre en los anales a principios-mediados de 969, que cita:
Beólán Litil y su hijo fueron asesinados por Ímar de Luimnech.
La identidad de Beólán no está clara pero se sume que sea el mismo rey de Lagore de la dinastía Uí Néill (Loch Gabor) o uno de los reyes de Brega cuya muerte, sin causa justificada, se recoge en diversas fuentes del mismo año. Clare Downham resalta que la actividad de los escandinavos de Limerick con Ivar al frente era abundante en las fronteras de Dublín y que Beólán era aliado del rey de Dublín, Olaf Cuaran.
Cogad también recoge la muerte de Beólán, pero sin citar el desencadenante, únicamente que sucedió inmediatamernte tras el regreso de Ivar a Limerick, supuestamente procedente de Inglaterra, con una segunda gran flota. A partir de entonces Ivar solo aparece en un intento de conquista de Inglaterra aliado con cierto Amlaíb mac Amlaíb ("Amlaíb, hijo de Amlaíb") pero sin éxito y Amlaíb muerto, y una mención a su participación en incursiones y batallas sin más registros hasta que en 972 los Anales de Inisfallen retoman los acontecimientos.

## Maccus mac Arailt
Los Anales de Inisfallen citan el saqueo de Scattery Island y la captura de Ivar de Limerick por «el hijo de Harald» en 974, refiriéndose a Maccus mac Arailt, uno de los gobernantes vikingos de Mann:
El hijo de Aralt hizo su incursión en Irlanda con gran compañía, y saqueó Inis Cathaig, y apresó a Ímar sometiéndole a cautividad.
Y los Anales de los cuatro maestros cita:
El saqueo de Inis-Cathaigh por Maghnus [Maccus], hijo de Aralt, con los Lag-manns [(lagman)] de las islas con él; e Imhar, señor de los extranjeros de Luimneach, fue expulsado de la isla.
Se desconocen las circunstancias del enfrentamiento entre los escandinavos, aunque puede tener relación con la aventura de conquista en Inglaterra que se menciona en Cogad, y que de alguna manera se vio involucrado eventualmente Maccus y Gofraid mac Arailt.
Un año más tarde, los Anales de Inisfallen reportan:
Ímar escapó por mar, e Inis Ubdan fue de nuevo capturada.

## Herencia
Posiblemente como represalia por instigar la traición y muerte de Mathgamain en 976, Ivar y sus hijos Amlaíb/Olaf (Cuallaid o «Perro Salvaje») y Dubcenn («Cabeza Oscura»), fueron asesinados en una emboscada por Brian en 977 en Inis Cathaigh, Scattery Island, lo que significó el fin de la hegemonía vikinga en Limerick.
A su muerte en 977, los Anales de Inisfallen mencionan a Ivar como Rí Gall o simplemente Rey de los Extranjeros, un título normalmente reservado para los reyes de Dublín.